# 赫氏三鰭鰨
赫氏三鰭鰨為輻鰭魚綱鰈形目鰨亞目無臂鰨科的其中一種，分布於南美洲哥倫比亞San Juan及Condoto河流域，體長可達7公分，棲息在底層水域，生活習性不明。

## 扩展阅读
維基物種上的相關：赫氏三鰭鰨